# A Bola, Ourense

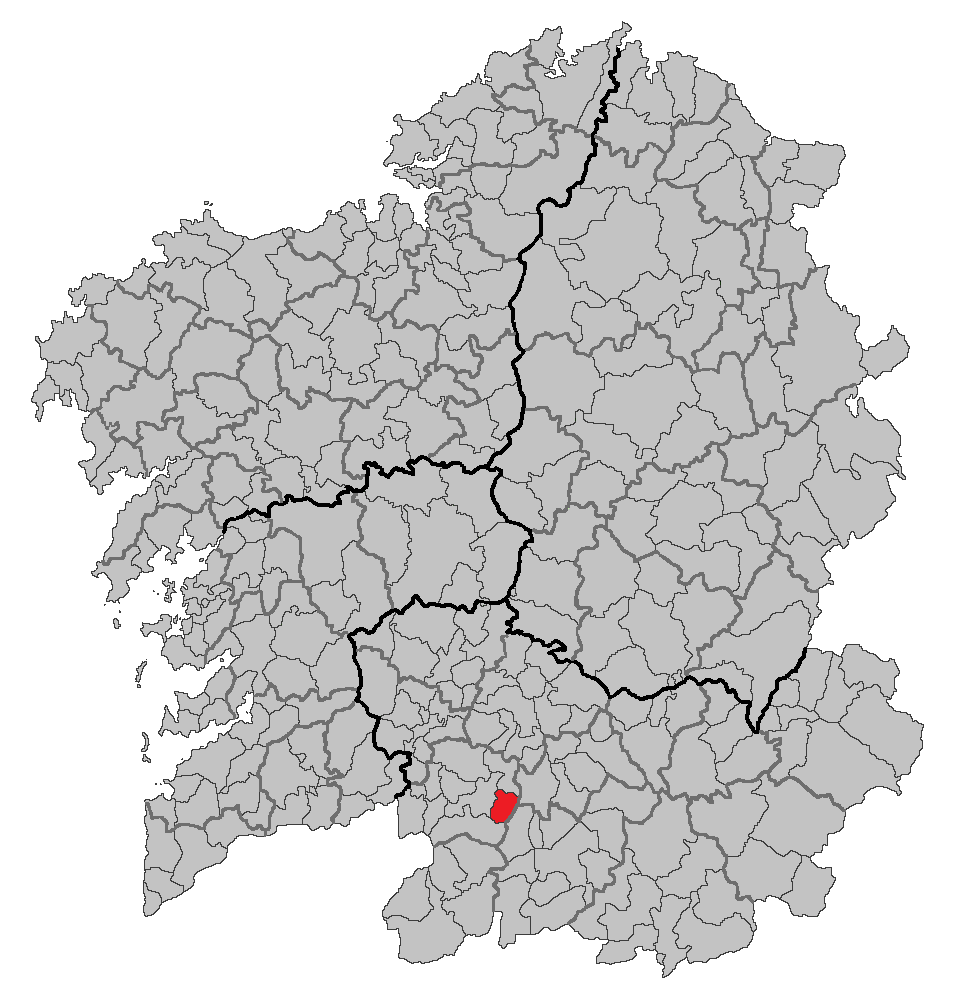
Vị trí trong Ourense ở Galicia

A Bola là một đô thị trong tỉnh Ourense, thuộc vùng Galicia ở tây bắc Tây Ban Nha.
| Biến động dân số của A Bola, Ourense - giai đoạn 1900 và 2004 -                                                                      |       |       |       |       |
| 1900 | 1930  | 1950  | 1981  | 2004  |
| 4.043 | 3.988 | 3.906 | 2.248 | 1.549 |
| Fuentes: INE e IGE (Los criterios de registro censal variaron entre 1900 y 2004, y los datos del INE y del IGE pueden no coincidir.) |       |       |       |       |